# Шигайкулбаш
Шигайкулба́ш (баш. Шығайкүлбаш) — деревня в Буздякском районе Республики Башкортостан Российской Федерации. Входит в состав Килимовского сельсовета. 

## География

### Географическое положение
Расстояние до:
- районного центра (Буздяк): 33 км,
- центра сельсовета (Килимово): 10 км,
- ближайшей ж/д станции (Буздяк): 29 км.

## Население
| 2002 | 2009 | 2010 |
| ---- | ---- | ---- |
| 84   | →84  | ↘72  |

Согласно переписи 2002 года, преобладающие национальности — татары (73 %), башкиры (26 %).